# Odenbach
Odenbach település Németországban, Rajna-vidék-Pfalz tartományban. Lakosainak száma 807 fő (2023. december 31.).

## Népesség
A település népességének változása:
| Lakosok száma | 1037 | 829  | 828  | 820  | 825  | 807  |
|               | 1975 | 2017 | 2019 | 2021 | 2022 | 2023 |